# 科米坦西約
科米坦西約是危地馬拉的城鎮，由雷塔盧萊烏省負責管轄，位於該國西南部，距離聖馬科斯32公里，面積113平方公里，海拔高度2,280米，2010年人口59,357。

## 外部連結
- Some information

15°05′00″N 91°43′00″W / 15.0833°N 91.7167°W